# Trevor Stines

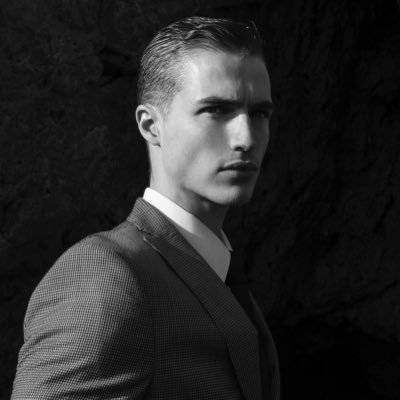
Trevor Stines 2020

Trevor Stines (* 15. Juli 1994, in Olympia, Washington) ist ein amerikanischer Schauspieler.

## Leben
Eine seiner ersten Rollen spielte Stines 2015 in dem Kurzfilm „A Tragic Love Story“.
Bekanntheit erlangte Stines durch die Rolle des Jason Blossom in der Fernsehserie Riverdale, in der er 2017 zu sehen war.

## Filmografie (Auswahl)
- 2015: A Tragic Love Story
- 2016: The Fosters (Fernsehserie, 2 Folgen)
- 2016: Amityville Terror
- 2016: Wrong Hole (Fernsehserie, Folge 1x11)
- 2017: I Ship It (Fernsehserie, Folge 2x10)
- 2017, 2019, 2021–2023: Riverdale (Fernsehserie)